# Leo Duyndam
Leo Duyndam (Westland, 2 gennaio 1948 – Nizza, 26 luglio 1990) è stato un ciclista su strada e pistard olandese.
Professionista dal 1965 al 1972, conta la vittoria di una tappa al Tour de France, oltre ad un Giro del Limburgo. Per quanto riguarda invece l'attività su pista, vinse sedici gare di sei giorni nella sua carriera, la maggior parte delle quali in coppia con il suo connazionale René Pijnen. Passista, era dotato anche di uno spunto veloce.

## Carriera
Nel 1966, appena diciottenne, fu considerato troppo giovane per una licenza professionale, ma alla fine del 1967 fece il passaggio. Già nel suo primo anno è stato selezionato per correre il Tour de France nella squadra ciclistica olandese guidata da Ab Geldermans.
Tuttavia, un infortunio al tendine d'Achille non gli permise di partecipare, venne quindi sostituito da Harm Ottenbros.
In quell'anno, Duyndam divenne campione olandese nell'inseguimento e vinse il Giro del Limburgo, oltre alla prima tappa della Parigi-Nizza, e ottenne un terzo posto al Trofeo Laigueglia.
Nel 1972 vinse una tappa al Tour de France. Dopo aver concluso la sua carriera all'età di 28 anni, emigrò a Tourrettes-sur-Loup, nel sud della Francia, e divenne un uomo d'affari. Duyndam è morto all'età di 42 anni quando ha avuto un attacco di cuore nella piscina di casa sua.

## Palmarès

### Strada
- 1964 (dilettanti)

Coppa Ciuffenna
- 1965 (Bianchi, due vittorie)

Coppa Sabatini Junior
- 1968

1ª tappa Parigi-Nizza, Atis-Months>Blois
- 1972

6à tappa Tour de France, Bordeaux>Bayonne
- 1973
- Giro di Rotterdam

### Pista
- 1971

Sei giorni di Anversa
- 1972
- Sei Giorni di Anversa

Sei giorni di Rotterdam
Sei giorni di Berlino
Sei giorni di Francoforte
- 1973

Sei giorni di Anversa
Sei giorni di Rotterdam
Sei giorni di Londra
Sei giorni di Monaco di Baviera
Sei giorni di Zurigo
- 1974

Sei giorni di Brema
- 1975

Sei giorni di Rotterdam
Sei Giorni di Herning

## Piazzamenti

### Grandi Giri
- Giro d'Italia

1970: ritirato
1971: ritirato
- Tour de France

1970: ritirato (4ª tappa)
1972: 66º
- Vuelta a España

Vuelta a España 1973: 87º

### Classiche monumento
- Milano-Sanremo

1969: 76º
1971: 99º
- Parigi-Roubaix

1969: 11º
1970: 23º
1971: 57º

### Competizioni mondiali
- Campionati del mondo

Leicester 1970 - In linea: ritirato

## Riconoscimenti
- Premio Grandi Ex dell'Associazione Nazionale Ex Corridori Ciclisti nel 2016